# Astraeus (luchtvaartmaatschappij)
Astraeus was een Britse luchtvaartmaatschappij met haar thuisbasis in Londen. Geregelde vluchten worden uitgevoerd van het Londense vliegveld Gatwick en vanuit Manchester.
Astraeusis is opgericht in 2002 door stafleden van British Airways en Aberdeen Asset Management. Eignarhaldsfelagið Fengur hf uit IJsland, eigenaar van Iceland Express, heeft 100% aandeel in de maatschappij sinds 2008.
Iron Maiden-leadzanger Bruce Dickinson valt geregeld in als piloot op Boeings van deze maatschappij en trad in 2010 aan als marketingmanager.

## Vloot
De vloot van Astreaus bestaat uit:(november 2007)
- 4 Boeing B757-200
- 2 Boeing B737-300
- 2 Boeing B737-700